# Cordylomera laetitiae
Cordylomera laetitiae är en skalbaggsart som beskrevs av Teocchi 1971. Cordylomera laetitiae ingår i släktet Cordylomera och familjen långhorningar. Inga underarter finns listade i Catalogue of Life.